# Дорофеев, Виталий Николаевич
Вита́лий Никола́евич Дорофе́ев (род. 3 ноября 1937, Новосибирск) — советский и украинский тренер по боксу. В течение многих лет осуществлял тренерскую деятельность в Новокузнецке и Днепропетровске, являлся личным тренером таких титулованных боксёров как Виталий Цыпко, Александр Стрецкий, Джамал Меджидов и др. Заслуженный тренер Украины (2003).

## Биография
Виталий Дорофеев родился 3 ноября 1937 года в городе Новосибирске РСФСР. В молодости сам серьёзно занимался боксом, выполнил норматив мастера спорта СССР.
В 1963 году окончил Омский государственный институт физической культуры, после чего работал тренером по боксу в Детско-юношеской спортивной школе в Новокузнецке.
Впоследствии переехал на постоянное жительство в город Днепропетровск Украинской ССР. В период 1977—1982 годов работал преподавателем в Днепропетровском государственном институте физической культуры и спорта. В 1980 году занял должность старшего тренера в днепропетровской Школе высшего спортивного мастерства. С 1995 года также занимался подготовкой боксёров в частном боксёрском клубе «Тайсон» (в 2010 году переименован в «Дніпробокс»), возглавлял секцию бокса при средней школе № 107 в Днепропетровске.
За долгие годы тренерской деятельности подготовил ряд титулованных боксёров, добившихся успеха на международной арене. Один из самых известных его воспитанников — титулованный боксёр-профессионал Виталий Цыпко, обладатель титулов чемпиона Европы EBU и интерконтинентального чемпиона WBA. Под руководством Дорофеева тренировался член национальной сборной Украины Александр Стрецкий, бронзовый призёр чемпионата Европы, участник летних Олимпийских игр в Пекине. Его воспитанниками являются чемпион мира среди юниоров, мастер спорта международного класса Джамал Меджидов, серебряный призёр молодёжного первенства СССР Олег Малик, известные наставники по боксу Николай Кутловский, Борис Мосин, Юрий Емельянов и др.
За выдающиеся достижения на тренерском поприще в 2003 году удостоен почётного звания «Заслуженный тренер Украины».